# فورتنايت
فورتنايت (بالإنجليزية: Fortnite) هي لعبة فيديو إلكترونية من نوع البقاء، صدرت يوم 27 يوليو 2017، وحصدت شعبية عالية، وهي تعمل على نظام تشغيل بلاي ستيشن 4 وإكس بوكس ون ومايكروسوفت ويندوز وماك أو إس وآي أو إس والأندرويد ونينتندو سويتش، وقد وصل عدد مستخدميها إلى 250 مليون شخص حول العالم.
تتم أحداث فورتنايت في الأرض المعاصرة، حيث يؤدي الظهور المفاجئ لعاصفة عالمية إلى اختفاء 98% من سكان العالم، وتظهر المخلوقات الشبيهة بالزومبي لتهاجم الباقي. تسمح فورتنايت التي تعتبرها إيبك غيمز ساعدت في محاربة العاصفة وحماية الناجين، وبناء الأسلحة والفخاخ للمشاركة في القتال ضد موجات من هذه المخلوقات التي تحاول تدمير الأهداف. يحصل اللاعبون على مكافآت من خلال هذه المهام لتحسين مواصفات البطل، وفرق الدعم، وترسانة السلاح والمصائد لكي يتمكنوا من القيام بمهام أكثر صعوبة. وتدعم اللعبة من خلال micro transactions بشراء عملة خاصة يمكن استخدامها من أجل التطويرات.
صدرت فورتنايت باتل رويال لنفس المنصات في سبتمبر 2017. وفورتنايت كريتيف في ديسمبر 2018.

## أطوار اللعب في فورتنايت
يوجد ثلاثة أطوار (أنماط) للعب في فورت نايت، وهي:

### باتل رويال (Battle Royale)
وضع متعدد اللاعبين حيث يحاول المتنافسون البقاء في آخر جولة. يمكن أن تكون الجولة في وضع "الفردي" أو "الزوجي" أو "الرباعي" عندما يصل إجمالي جميع اللاعبين إلى 100. في كثير من الأحيان، يتم تقليص المنطقة التي يُسمح لك بالبقاء فيها إلى مكان عشوائي بحيث يقترب اللاعبون من بعضهم البعض. تفتح الجولة عندما تغادر الحافلة الطائرة المبحرة على ارتفاع عالٍ أحد طرفي الخريطة باتجاه الطرف الآخر ، وأثناء رحلة الحافلة من النهاية إلى النهاية، يجب أن تقفز منها إلى المكان المطلوب على الخريطة. قرب نهاية المظلة، يفتح مزلق تهبط به ببطء نحو الوجهة المختارة. بعد الهبوط يجمع اللاعبون الأسلحة والمعدات المنتشرة حول العالم. عندما تُقتل شخصية اللاعب، يتم ترك كل شيء لديه في مكانه ويمكن للاعب آخر التقاط المعدات. اللعبة مستوحاة من المسابقات التي تظهر في Hunger Games و Battle Royale.

### إنقاذ العالم (Save the world)
يُعرف أيضًا بـ"طور الزومبي" (تسمية غير رسمية)، وهو لعبة بقاء للاعب واحد أو بشكل تعاوني لما يصل إلى أربعة لاعبين.
تجري حبكة اللعبة بعد انقراض 98٪ من سكان العالم وتهاجم الزومبي الناجين. وجد الناجون طرقًا لبناء درع ضد الزومبي. يجب استخدامه عند العثور على سيارة معينة على الخريطة، ثم تفعيل الدرع وبدء المرحلة. يستغرق الدرع وقتًا معينًا لشحنه (وبعد ذلك يعمل فقط)، وخلال هذا الوقت تبدأ الزومبي في الوصول ومن خلال الإنشاءات ، يتعين عليك حماية السيارة، حتى يتم شحن الدرع بالكامل ويحميها بنفسه. عندما ينتهي الدرع شحن تنتهي المرحلة. بعد تدمير الزومبي للسيارة، أنت غير مؤهل. الهدف من اللعبة هو منع الزومبي من الوصول إلى السيارة وتدميرها.

### الوضع الإبداعي (Creative Mode)
هذا هو الطور هي الأحدث في اللعبة. في هذا الطور، يمكنك إدخال خرائط ألعاب خاصة أنشأها لاعبون آخرون، أو إنشاء خريطة من البداية. يستخدم العديد من اللاعبين هذا الوضع لممارسة اللعبة، واختبار سلاح جديد مضاف إلى اللعبة، وأحيانًا أيضًا للعبة أو منافسة بين عدة أصدقاء / لاعبين مختلفين.
قبل إصدار اللعبة بفترة وجيزة، دعت إيبك غيمز مشاهير اللاعبين للحضور إلى مكاتبهم وتجربة اللعبة ومشاركة أجزاء منها عبر الإنترنت.

## بطولة العالم لفورتنايت
تقام البطولة في نيويورك على حلبتين دائرتين مزودتين بأجهزة الحاسوب في ملعب (آرثر آش)، وقد شاركت فيها نحو 30 دولة، ووصلت قيمة جوائزها إلى 30 مليون دولار لعام 2019، لتصبح بذلك أحد أضخم جوائز الألعاب الإلكترونية.

## حظر فورتنايت
تم يوم 14 أغسطس من عام 2020 اخفاء لعبة فورتايت من متجري جوجل بلاي والآب ستور بسبب محاولة تهرب إيبك غيمز من الضرائب التي يفرضها المتجرين على الفوائد والمقدرة بـ30 بالمئة إلى إشعار آخر.

## دعم فورتنايت للغة العربية وإضافة خوادم لمنطقة الشرق الأوسط
لقد أضافت شركة إيبك غيمز الدعم للغة العربية في عام 2019، ولقد تم اضافة خوادم (سيرفرات) في منطقة الشرق الأوسط بعد طلب وحملات كبيرة من اللاعبين العرب وسكان الشرق الأوسط، ويجدر بالذكر أن السيرفرات كانت تعمل بشكل جيد في دول الخليج والهند وتلك المنطقة ولكن لا تعمل جيدًا في بلاد الشام وشمال أفريقيا، وبسبب ذلك نتجت حملة أخرى يطالب فيها سكان بلاد الشام في خوادم (سيرفرات) مخصصة لمنطقتهم ولكن الشركة لم تستجب.